# Бамбалов, Николай Николаевич
Николай Николаевич Бамбалов (бел. Мікалай Мікалаевіч Бамбалаў; 3 июня 1938, д. Шаталово, Починковский район, Смоленская область — 2 июня 2020, Минск) — советский и белорусский биогеохимик. Академик Национальной академии наук Белоруссии (1994; член-корреспондент с 1989), доктор сельскохозяйственных наук (1985), профессор (2013).

## Биография
Родился 3 июня 1938 г. в деревне Шаталово (Починковский район, Смоленская область). Окончил Белорусскую сельскохозяйственную академию (1961). В 1962—1976 гг. младший научный сотрудник, старший инженер, аспирант, старший научный сотрудник, заведующий лабораторией Института торфа АН БССР. В 1968 г. защитил диссертацию на соискание звания кандидата химических наук по теме «Изменение физико-химических свойств гуминовых кислот в процессе гумификации торфов». С 1976 г. заведующий лабораторией биогеохимии ландшафтов Института природопользования Национальной академии наук Белоруссии (до 1990 назывался Институтом торфа АН БССР). В 1984 г. защитил докторскую диссертацию на тему «Минерализация и трансформация органического вещества мелиорированных торфянных почв при их сельскохозяйственном использовании (на примере торфянных почв Белоруссии)».
Умер 2 июня 2020 года, похоронен на Восточном кладбище Минска.
Разработал теорию гниения и гумификации органического вещества в болотной среде различного генезиса. Установил общие закономерности минерализации и трансформации органического вещества почв, выявил взаимосвязь между экологическими условиями почвообразования, химическим составом, молекулярной структурой органических соединений и темпами их минерализации. Выделил эколого-генетические группы торфяных почв и разработал дифференцированные методы их использования и охраны, которые обеспечивают хранение органического вещества и предотвращение загрязнения воздушного бассейна, поверхностных и подземных вод продуктами разрушения почв. Установил особенности биогеохимических циклов углерода и азота в почвах и болотах и доказал, что болота выполняют функцию переходного звена между биогенным и геологическом круговоротами этих элементов. Разработал научные основы новой отрасли науки и хозяйства — болотоведения. Разрабатывал пути и методы биосферно совместимого использования природных ресурсов болот и почв с учётом их общепланетарных функций.

## Научные работы
Автор свыше 350 научных работ, в том числе 5 монографий, 25 авторских свидетельств и патентов на изобретения.
- Бамбалов Н. Н. Баланс органического вещества торфяных почв и методы его изучения / Ред.: Тишкович А. В. — Минск: Наука и техника, 1984. — 175 с. — 1050 экз.
- Подоляко В. М., Бамбалов Н. Н., Вергейчик М. Н., Козулин А. В., Пугачевский А. В., Ракович В. А., Савченко В. В., Яцухно В. М. Биосферно-совместимое использование лесных и болотных экосистем : (мировые тенденции и опыт Беларуси) / Пер. с англ. Петров Н. Ю. — Минск, 2003. — 190 с. — 700 экз.
- Бамбалов Н. Н., Ракович В. А. Роль болот в биосфере. — Минск: Белорусская наука, 2005. — 286 с. — ISBN 985-08-0694-X.
- Бамбалов Н. Н., Гордеев А. М., Другак В. Н., Кремень А. С. и др. Экология бассейна Верхнего Днепра. — Смиленск, 2003. — 178 с.
- Бамбалов Н. Н., Гордеев А. М., Греков В. Н. и др. Оценка состояния сельскохозяйственного землепользования и его влияния на биоразнообразие. — Киев, 2002. — 146 с.